# Morte Macabre
Morte Macabre – szwedzka grupa muzyczna wykonująca rock progresywny. Została założona w Sztokholmie w 1998 przez członków grup Anekdoten i Landberk. Twórczość zespołu inspirowana jest dokonaniami takich wykonawców jak: Goblin, Cathedral oraz Museo Rosenbach. Grupa nagrała jeden album studyjny Symphonic Holocaust, na którym znalazły się kompozycje autorskie a także covery fragmentów ścieżek dźwiękowych między innymi filmów Dziecko Rosemary i Nadzy i rozszarpani.

## Członkowie
- Nicklas Berg - gitara, gitara basowa, keyboard, melotron
- Stefan Dimle - gitara basowa, melotron
- Reine Fiske - gitara, skrzypce, melotron
- Peter Nordins - perkusja, melotron[1]